# 死手譲渡
死手（ししゅ、英：mortmain/dead hand 仏：mainmorte/mortmain 独：Tote Hand 伊：manomorta）とは、法人またはその他の法制度による不動産の所有であって永久的に譲渡または売却し得ないものを指す法律用語である。主として、「死手譲渡の禁止」という文脈で用いられる（死手法）。
歴史的には、土地の所有者は教会であった。今日における所有者は、永久的所有権に対する死手の禁止がなお存在する限りではあるが、最も多くの場合は近代的な会社や慈善信託である。死手（mortmain）との語は、「死んだ手」を意味する中世フランス語 (mort main)およびラテン語（manus mortua）に由来する。

## 歴史

### 概要
中世の間、イングランドその他の国において、教会は不動産を大量に取得した。教会や修道会は、教会の土地を管理する役職者（修道院長や司教など）とは別の法人として認められており、その土地は保有者の死によって王に帰属するということはなかった。教会や修道会は死亡することがないためである。すなわち、土地が永久に保有されることで、不動産復帰（en:escheat）が生じることもなければ、相続による移転が生じることもないことになる。したがって、封建的付随条件（feudal incidents）や租税が支払われることもなかった。
これは、奉仕（特に軍事的奉仕）と引き換えに貴族が王の認可により土地を保有するという封建的慣行とは対照をなすものである。これは、教会が徐々に封建諸国の土地の多くを取得することを意味し、したがって、教会と国王との間の緊張を増大させる原因となった。そのため、しばしば、これを禁止する立法がされた。
今日ではほとんどの国において死手を禁止する制定法は廃止されているが、この原則は信託法との関連では一定範囲でなお存続しており、それが永久拘束禁止則（en:rule against perpetuities）である。

### イングランド
1279年と再び1290年に、死手法（Statute of Mortmain）がエドワード1世によって制定され、教会による財産権の保有が制限された。もっとも、教会による土地に対する権能の制限は従前の制定法（1215年のマグナ・カルタや1259年のウェストミンスター条項など）においてもみられる。これらの規定の概要は、土地がコーポレーションに対して永久的に与えられるには事前に国王の授権を要するというものである。
死手は法制史において重要な役割を果たしており、初期の判例法は、この背景を考慮することがしばしば必要である。例えば、Thornton v Howeにおける司法判断は、ジョアンナ・サウスコットの書物を出版するための信託は、「宗教の振興」であるから慈善的なものである、というものであった。この判決は、法廷を、ある慈善が宗教の振興のためのものかどうかの決定について極端に不十分なものとしてしまったとしてしばしば笑いものにされる。しかし、当時は死手を禁じる制定法が有効であったこと、そして、この判決の効果は当該信託の無効であり、課税に関して特別な特権を与えるものではなかったことを考慮すれば、そのレイシオ・デシデンダイについて全く異なる視点が得られよう。

### フランス
フランスにおける死手財産（biens de mainmorte）は、修道会や病院の所有する財産を指す。その所有者は無期限に存続し、相続に関するルールを回避できた。その代わり、彼らは王に対する死手譲渡税（amortissement）、領主補償金（l'indemnité seigneuriale）、生死者税（homme vivant et mourant）、新規取得税（droit de nouvel acquêt）を支払わねばならなかった。
死手財産の増加、すなわち相続の減少を回避するため、多くの勅令により、そのような団体の創設およびそのような団体による財産の取得には、事前に王による審査および承認を要するものとされた（フランドルおよびエノーについて、1629年、1659年、1666年、1738年、メスについて1739年、さらに、王国全体について1749年）。唯一これを回避できたのは、王、都市または州三部会により発行された公債の取得であった。

## フランスの農奴制におけるマンモルト
フランスにおいては、「mainmorte」（しばしば「mortemain」とも）という語は、前述の死手財産を指すのに用いられるだけでなく、中世フランスにおける農奴に課された無能力（財産遺贈不能またはマンモルト）を指すのにも用いられる。
農奴制におけるマンモルトの目的は、財産が荘園外の者へ譲渡されることの防止であった。すなわち、生涯にわたって、農奴はその私有財産を自由に享有することとなった。また、農奴は、領主の許可を得ればマンス（manse：農地を含む財産の一単位）を処分することはできたが、遺言をなす権利を奪われ、その死によってその財産は「死せる農奴は生けるその領主を捕らえる」との原則により領主に返還された。
「マンモルト」との語は、農奴がその死後に遺産を残された家族に移転することができないことを実際に反映した象徴であった。
そこで、マンモルトの厳格さを回避するために精巧な仕組みが考案された。société ou communauté taisibleである。まず、家族が、父母と子（婚姻後も）から構成される事実上の会社（société de fait）を組成する。彼らは、1つ屋根の下で、同じ鍋料理とパンを食べ、共に生活する。そうすると、父または母が死亡したとき、マンモルトを行使する根拠がなかったのである。この共同体は存続して機能し、死者の持分は生者のそれを増大させた。この会社が完全に解散したときしか、領主はそのマンモルトの権利を行使することができなかった。しかしながら、この術策が認められるには、2つの条件があった。相続人は死者と同様に農奴であること、および、その全員が彼の死に至るまで彼と共に当該会社に残存していたことである。1人でも欠ければ当該会社が終了するのに十分であった。
12世紀以降、マンモルトは緩和された。多くの地域において、領主は、動産である品物1個もしくは家畜1頭を取得するか（最良財産税：droit du meilleur catel）、または相続人から特別の租税の支払を受けた。17世紀以降、フランスにおいては、フランシュ＝コンテを除き、マンモルトはほぼ消滅した。フランシュ＝コンテは、ルイ14世の下でフランスの一部であったが、ここでは、サン＝クロード修道院が、フランス革命に至るまで州内の農奴に対してマンモルトの権利を有していた。マンモルトは、1790年にルイ16世の勅令によって正式に廃止された。

## 語源
死手（mortmain）は、中世ラテン語の manus mortua に由来する。
1. 古典的な法律ラテン語 manus （mancipatio や mando にも含まれる。)は、（妻、子および奴隷に対する）権能、権限や、（奴隷や不動産権を）売買する権能および能力を意味する。
2. これに付加された中世法律ラテン語 mortuus は、「死んだ」との意味ではなく、「譲り得ない」「与え、貸し、または売ることができない」という意味である（mortgageにおけるのと同様）。

したがって、死手（mortmain）は、「所有物または不動産権の売却についての無能力」を意味する。